# پرومته (قمر)
پرومته یکی از قمرهای داخلی زحل است این قمر در سال ۱۹۸۰ و توسط وویجر ۱ کشف شد. نام آن برگرفته از پرومته اسطوره یونانی است.